# Covenant
Covenant je švedski elektrobend osnovan 1986 u Helsingborgu, Švedskoj, čiji su trenutni članovi Eskil Simonsson i Joakim Montelius, te putujući članovi Andreas Catjar i Daniel Jonasson. Njihova glazba je mješavina synthpopa i EBM-a. 
Pri osnivanju benda, inspirirali su ih bendovi kao Kraftwerk, The Human League i EBM pioniri Front 242 i Nitzer Ebb. Njihov najnoviji album objavljen je u rujnu 2013. godine pod nazivom Leaving Babylon. 
Nastupali su na velikim festivalima poput Amphi Festival, Wave-Gotik-Treffen. U Zagrebu su nastupali 9. travnja 2010. godine u klubu Aquarius. 

## Diskografija

### Albumi
- Dreams of a Cryotank (prosinac 1994.)
- Sequencer (1996.)
- Europa (travanj 1998.)
- United States of Mind (veljača 2000.)
- Synergy (studeni 2000.)
- Northern Light (listopad 2002.)
- Skyshaper (ožujak 2006.)
- In Transit (listopad 2007.)
- Modern Ruin (siječanj 2011.)
- Leaving Babylon (rujan 2013.)

### Singlovi i EP
- Figurehead (listopad 1995.)
- Stalker (prosinac 1996.)
- Theremin EP (1997.)
- Final Man (veljača 1998.)
- Euro EP (1998.)
- It's Alright (studeni 1999.)
- Tour De Force (prosinac 1999.)
- Dead Stars (veljača 2000.)
- Der Leiermann (veljača 2000.)
- Travelogue (veljača 2000.)
- Call The Ships To Port (kolovoz 2002.)
- Bullet (siječanj 2003.)
- Ritual Noise (siječanj 2006.)
- Brave New World (rujan 2006.)

## Vanjske poveznice
- Covenant webstranica
- Internacionalni Covenant Fan Klub (de/en)
- Covenant Forum (de/en)
- Španjolski Covenant Forum (es)
- Covenant na Discogs
- Covenant na Last.fm
- Covenant naMySpace